# Chapelle-Spinasse
Chapelle-Spinasse är en kommun i departementet Corrèze i regionen Nouvelle-Aquitaine i de centrala delarna av Frankrike. Kommunen ligger  i kantonen Égletons som tillhör arrondissementet Tulle. År 2022 hade Chapelle-Spinasse 113 invånare.

## Befolkningsutveckling
Antalet invånare i kommunen Chapelle-Spinasse
Referens:INSEE